# Neuvic, Dordogne
Neuvic är en kommun i departementet Dordogne i regionen Nouvelle-Aquitaine i sydvästra Frankrike. Kommunen ligger i kantonen Neuvic som tillhör arrondissementet Périgueux. År 2022 hade Neuvic 3 663 invånare.

## Befolkningsutveckling
Antalet invånare i kommunen Neuvic
Referens:INSEE